# Матковський Дмитро Леонтійович
Дмитро Леонтійович Матковський (рум. Dumitru Matcovschi; нар. 20 жовтня 1939, Вадул-Рашков, Румунське королівство — 26 червня 2013, Кишинів, Молдавія) — молдовський поет, прозаїк, драматург, публіцист.

## Життєпис
Народився в селянській родині. Закінчив історико-філологічний факультет Кишинівського державного університету (1961). Працював в молдавських газетах «Молдова сочиалистэ» і «Култура» (заступник редактора, 1966—1970), потім у видавництві «Картя молдовеняскэ». У 1988—1997 роках — головний редактор журналу «Ністру».
Дебютував в 1963 році з книгою «Маки в росі». У 1969 році вийшла збірка віршів «Заклинання про біле і чорне». Вірші Матковського на російську мову перекладали Лев Беринський і Рудольф Ольшевський, прозу — Володимир Бжезовський. Деякі вірші Д. Матковського були покладені на музику, в тому числі вокально-симфонічна поема «Шлях слави» для змішаного хору, дитячого хору та симфонічного оркестру (1984), ораторія для солістів, змішаного хору і симфонічного оркестру «Молдова» (1985), сюїти для змішаного хору а капела «Рідна мова» і «Небо Батьківщини» (1985), 4 мадригала («Поклоніння», «Пшениця», «По той бік», «Моя золотокоса дівчинка») для чоловічого хору «а капела» (2002) композитора Теодора Згуряну. Музику до вистави за п'єсою Думітру Матковського «Голова» написав Євген Дога.
Пісні на вірші Д. Матковського виконувала Софія Ротару — «Прийди» (муз. І. Алдя-Теодорович), «Мій милий Іванушка» (муз..П. Теодорович), «Я чую голос твій» (муз. П. Теодорович), «Осіння пісня» (муз. І. Алдя-Теодорович), Надія Чепрага — «Живу на землі» (муз. Я. Райбург) і «Таке життя» (муз. М. Тодерашку), Іон Суручану — «Біла квітка» (муз. І. Єнакі), «Марія» (муз. І. Єнакі), «Танго добрих надій» (муз. І. Єнакі) та інші, ВІА «Норок» — «Милий Петя» (муз. М. Долган) і «Молдавські дівчата» (муз. М. Долган), Анастасія Лазарюк — «Жайворонок» (муз. П. Теодорович) і «Незрівнянно» (муз. П. Теодорович).
Член КПРС з 1964 року. Народний депутат СРСР від Резінського національно-територіального виборчого округу № 277 Молдавської РСР, учасник I-IV З'їздів народних депутатів СРСР (1989). Народний письменник Молдавської РСР (1989), лауреат Державної премії МРСР (1989). Член Спілки письменників СРСР.
Був одним з організаторів Народного фронту Молдови (1988).
Помер 26 червня 2013 року від ускладнень після операції на головному мозку.

## Книги
- Матковський Д. Л. Мелодика (вірші). Переклад з молдавської мови Л. Н. Васильєва. М .: Радянський письменник, 1971[6]
- Матковський Д. Л. Осінь білих голубів. Романи. Переклад з молдавської мови В. В. Бжезовського. М .: Радянський письменник, 1981 і 1986[7]; 3-е видання — Кишинів: Hyperion, 1991[8]
- Матковський Д. Л. Держава черешень (вірші та поема). Переклад Р. А. Ольшевського. Кишинів: Литература артистике, 1983
- Матковський Д. Л. Рідне вогнище. Роман. Переклад з молдавської мови В. В. Бжезовського. М .: Радянський письменник, 1984[9]
- Матковський Д. Л. П'єса для провінційного театру. Роман. Авториз. пер. з молд. В. Бжезовського. М .: Радянський письменник, 1988[10]